# Raymond Nkwemy Tchomfa
Raymond Nkwemy Tchomfa (* 29. Mai 1995) ist ein kamerunischer Leichtathlet, der im Weit- und Dreisprung an den Start geht.

## Sportliche Laufbahn
Erste internationale Erfahrungen sammelte Raymond Nkwemy Tchomfa bei den Spielen der Frankophonie 2017 in Abidjan, bei denen er mit 7,26 m im Weitsprung den neunten Platz belegte. Im Jahr darauf erreichte er bei den Afrikameisterschaften in Asaba mit 14,56 m im Dreisprung Rang 14. 2019 nahm er erstmals an den Afrikaspielen in Rabat teil und gelangte dort mit 7,67 m bzw. 16,03 m jeweils auf den sechsten Platz. 2023 gewann er bei den Spielen der Frankophonie in Kinshasa mit 7,83 m die Bronzemedaille im Weitsprung hinter seinen Landsleuten Appolinaire Yinra und Fredy Kevin Oyono und wurde im Dreisprung mit 7,84 m Vierter. Zudem belegte er mit der kamerunischen 4-mal-100-Meter-Staffel in 39,72 s den vierten Platz. Im Jahr darauf belegte er bei den Afrikameisterschaften in Douala mit 7,47 m den achten Platz im Weitsprung und gewann im Dreisprung mit 16,16 m die Bronzemedaille hinter dem Burkiner Hugues Fabrice Zango und Chengetayi Mapaya aus Simbabwe.
2019 wurde Nkwemy Tchomfa kamerunischer Meister im Weitsprung.

## Persönliche Bestleistungen
- Weitsprung: 7,87 m (0,0 m/s), 17. April 2021 in Yaoundé
- Dreisprung: 16,54 m (−1,1 m/s), 28. März 2021 in Douala